# خلدون النبواني
خلدون النبواني (بالإنجليزية: Khaldoun Nabwani) (1 أيار 1975) كاتبٌ ومُفكرٌ وفيلسوف سوري وٌلد في محافظة السويداء، وهو حاصلُ على درجة الدكتوراه في الفلسفة الأوربية المعاصرة من جامعة السوربون في فرنساعام 2013. اهتم في دراسته ومقالاته بشكل أساسي بالتفكيكية إضافة لعلاقة الأدب بالفلسفة وتفكيك المفاهيم السياسية.

## حياته العلمية
تخرج من جامعة دمشق عام 1999 بعدها تابع دراسته العُليا في جامعة السوربون في فرنسا ونال منها درجة الماجستير في العام 2006 ليحصل بعدها على درجة الدكتوراه من نفس الجامعة باختصاص الفلسفة الأوروبية المعاصرة عام 2013. وهو عضوٌ مُنتخب في معهدِ العلومِ التشريعية والفلسفية التابع لجامعة السوربون منذ عام 2017.

## أعماله

### مقالات
1. دفاعاً عن مادية صادق العظم وتاريخه
2. تفكيك مفهوم القومية
3. «الثورات» السورية[4]

### كُتب
| الرقم التسلسلي | صورة الغلاف | اسم الكتاب | اسم المؤلف       | تاريخ الإصدار | ترجمة/تحرير                                 | معرف الكتاب              | المرجع          |
| -------------- | ----------- | --- | ---------------- | ------------- | ------------------------------------------- | ------------------------ | --------------- |
| 1              |             | سر الصبر | جوستين غاردر     | 2008          | المُترجم: خلدون النبواني المُحرر: يوسف سلامة  | -                        | [ 5 ]           |
| 2              |             | الفلسفة في زمن الإرهاب: حوارات مع يورغن هابرماس وجاك دريدا (بالإنجليزية: Philosophy in a Time of Terror: Dialogues with Jürgen Habermas and Jacques Derrida) | جيوفانا بورادوري | 2013          | المُترجم: خلدون النبواني المُحرر: فايز الصايغ | (ردمك 9789953027425)     | [ 6 ]           |
| 3              |             | في السعادة: رحلة فلسفية (بالفرنسية: Du bonheur : un voyage philosophique)                                                                                    | فريدريك لونوار   | 2016          | خلدون النبواني                              | (ردمك 9789938886606)     | [ 7 ]           |
| 4              |             | نصوص أدبية فلسفية | خلدون النبواني   | 2017          | -                                           | (ردمك 9782375410097)     | [ 8 ]           |
| 5              |             | في بعض مفارقات الحداثة وما بعدها ، دراسات فلسفية وفكرية | خلدون النبواني   |               | -                                           | (ردمك 284306101X)        | [ 9 ]           |
| 6              |             | التباسات الحداثة: هابرماس في مواجهة داريدا (بالفرنسية: L'ambivalence de la modernité : Habermas vis-à-vis de Derrida)                                        | خلدون النبواني   | 2017          | -                                           | (ردمك 9782343122465)     | [ 10 ] [ fr 6 ] |
| 7              |             | الطهطاوي (بالفرنسية: Al-Tahtâwî, le prométhée arabe) | خلدون النبواني   | 2019          | -                                           | (ردمك 9789920975070)     | [ fr 7 ]        |
| 8              |             | هابرماس ما بعد نظرية الفعل التواصلي | خلدون النبواني   | 2020          | -                                           | (ردمك 3-010-37541-2-978) | [ 11 ]          |

### باللغة العربية
1. ↑  "حوار مع المفكّر خلدون النبواني: ماذا لو قرأ الساسة "مشروعٌ للسلام الدائم" لإيمانويل كانط؟". رصيف22. مؤرشف من الأصل في 2019-02-10. اطلع عليه بتاريخ 2019-02-08.
2. ↑  "خلدون النبواني - النص الأدبفلسفيّ". الحوار المتمدن. مؤرشف من الأصل في 2017-10-29. اطلع عليه بتاريخ 2021-09-04.
3. ↑  التحرير, فريق (22 Jul 2020). "تفكيك مفهوم الوطن: خلدون النبواني". حزب الشعب الديمقراطي السوري (بالإنجليزية الأمريكية). Archived from the original on 2021-01-23. Retrieved 2021-09-04.
4. ↑  "خلدون النبواني". almodon. مؤرشف من الأصل في 2019-02-10. اطلع عليه بتاريخ 2019-02-07.
5. ↑  "سر الصبر". www.goodreads.com. مؤرشف من الأصل في 2021-09-04. اطلع عليه بتاريخ 2021-09-04.
6. ↑  Jürgen؛ Derrida، Jacques؛ Borradori، Giovanna؛ نبواني، خلدون،؛ صياغ، فايز، (2017). الفلسفة في زمن الإرهاب: حوارات مع يورغن هابرماس وجاك دريدا. OCLC:1184003355. مؤرشف من الأصل في 2021-09-04.
7. ↑  في السعادة: رحلة فلسفية = Du bonheur : un voyage philosophique. 2016. ISBN:978-9938-886-74-0. OCLC:1148806253. مؤرشف من الأصل في 2021-09-04.
8. ↑  نصوص أدب فلسفية (بar-AR). 2017. Archived from the original on 2021-05-25.{{استشهاد بكتاب}}:  صيانة الاستشهاد: لغة غير مدعومة (link)
9. ↑  في بعض مفارقات الحداثة وما بعدها دراسات فلسفية وفكرية. 2011. OCLC:949373385. مؤرشف من الأصل في 2021-09-04.
10. ↑  "التباسات الحداثة: هابرماس في مواجهة دريدا – كوة – couua". web.archive.org. 1 يناير 2021. مؤرشف من الأصل في 2021-01-01. اطلع عليه بتاريخ 2021-09-04.{{استشهاد ويب}}:  صيانة الاستشهاد: BOT: original URL status unknown (link)
11. ↑  Aloudat، Bassel. "خلدون النبواني: التحاصص الطائفي أخطر من الدكتاتورية والاستبداد على الديمقراطية". www.harmoon.org. مؤرشف من الأصل في 2020-11-27. اطلع عليه بتاريخ 2021-09-04.

### بلغات أجنبية
1. ↑  Nabwani، Khaldoun (2017). "L' Etrenger / Khaldoun Nabwani". L' Etrenger / Khaldoun Nabwani. Esprit. مؤرشف من الأصل في 2021-09-04.
2. ↑  "Khaldoun Al-Nabwani - Conférence Paris | L'ISLAM AU XXIe SIÈCLE" (بfr-FR). Archived from the original on 2021-01-21. Retrieved 2021-09-04.{{استشهاد ويب}}:  صيانة الاستشهاد: لغة غير مدعومة (link)
3. ↑  "A call from Muslim intellectuals : « The boycott of France must stop »". Le Monde.fr (بالفرنسية). 3 Nov 2020. Archived from the original on 2021-06-21. Retrieved 2021-09-04.
4. ↑  "theses.fr – Khaldoun Alnabwani , Habermas et Derrida : divergence théorique et convergence pratique ?". web.archive.org. 28 أبريل 2019. مؤرشف من الأصل في 2019-04-28. اطلع عليه بتاريخ 2021-09-04.{{استشهاد ويب}}:  صيانة الاستشهاد: BOT: original URL status unknown (link)
5. ↑  Kervégan, Jean-François; Aubert, Isabelle (6 Sep 2018). Dialogues avec Jürgen Habermas (بالفرنسية). CNRS. ISBN:9782271120991. Archived from the original on 2019-12-15.
6. ↑  "L'ambivalence de la modernité : Habermas vis-à-vis de Derrida (Book, 2017) [WorldCat.org]". web.archive.org. 17 فبراير 2021. مؤرشف من الأصل في 2021-02-17. اطلع عليه بتاريخ 2021-09-04.{{استشهاد ويب}}:  صيانة الاستشهاد: BOT: original URL status unknown (link)
7. ↑  "Al-Tahtâwî, le prométhée arabe (Book, 2019) [WorldCat.org]". web.archive.org. 17 فبراير 2021. مؤرشف من الأصل في 2021-02-17. اطلع عليه بتاريخ 2021-09-04.{{استشهاد ويب}}:  صيانة الاستشهاد: BOT: original URL status unknown (link)

## روابط خارجية
- الفلسفة.. الحاضر والمستقبل مع الفيلسوف خلدون النبواني